# Srengat (plaats)
Srengat is een bestuurslaag in het regentschap Blitar van de provincie Oost-Java, Indonesië. Srengat telt 6180 inwoners (volkstelling 2010).